# Krotochwila
Krotochwila – pokrewny farsie humorystyczny utwór sceniczny, którego akcję splatają intrygi oraz nieistotne konflikty.